# Grön hedvårtbitare
Grön hedvårtbitare (Metrioptera bicolor) är en art i insektsordningen hopprätvingar som tillhör familjen vårtbitare. 
Den gröna hedvårtbitarens habitat är främst torra ängsmarker, men den kan också hittas i öppnare kantzoner till torra skogar. Till levnadssättet är den en omnivor, som både äter växter och tar andra mindre insekter. Kroppslängden är 12 till 16 millimeter och färgen på kroppen är grön med brunaktig ovansida. Även benen är delvis brunaktiga och karakteristiskt för arten är de mycket långa bakbenen. Vingarna är vanligen korta, men ibland uppträder den även i en långvingad form. Dessa är dock som regel ofruktsamma. I Sverige är den gröna hedvårtbitaren en sällsynt art som endast finns i ett mindre område i Skåne. 